# Аршак II (царь Великой Армении)
Аршак II — царь Великой Армении в 350—367 годах. Сменил Тирана (Дирана). Отличался жестокостью. Был в браке со знатной римлянкой Олимпией. Сохранял нейтралитет Великой Армении в римско-сасанидских отношениях, вплоть до 361 года. Боролся против предательской позиции некоторых влиятельных нахараров. Основал город Аршакаван. Планировал создание мощной армии. После римско-сасанидского мира между Иовианом и Шапуром II Армения была поставлена в трудное положение. Вскоре сасанидские войска предприняли неудачное нападение на Армению. Не добившись успеха в бою, сасанид Шапур пригласил Аршака II на мирные переговоры и взял в плен. Аршак умер в заточении в Персии. Его преемником на троне Великой Армении стал царь Пап.

## В культуре
- Стефан Зорьян «Армянская крепость»
- Стефан Зорьян «Царь Пап»
- Тигран Чухаджян «Аршак II»